# جمال لعميري العلوي
جمال لعميري العلوي هو مهندس معماري مغربي ، ولد في 15 ماي 1954 بالرباط .
عمل على العديد من المشاريع والإنجازات داخل  بلده وحول العالم  بالتعاون مع شركائه: إدوارد ستون وشركائه , و" كون بيدرسن فوكس", و"استوديو الهندسة المعمارية", مثل تلك التي نفذها لصالح دائرة الشيخ زايد الخاصة في دولة الإمارات العربية المتحدة وإنجلترا .
تأثر بأعمال فرانك لويد رايت، حيث يتميز أسلوبه بوجود المساحات المفتوحة والمضيئة، كما استوحى أعماله أيضا من  التقاليد المعمارية المغربية وأفكارها التقليدية[بحاجة لمصدر]
تأسس استوديو "جي إل إيه" عام 1985 على يد جمال لعميري العلوي، و كانت له  فرصة تطوير منتجع سياحي جديد في أكادير ، المغرب . وقد مَهّد هذا المشروع الطريق للتخصص في تطوير المجمعات السياحية والسكنية، والذي تحول مع الزمن  إلى خبرة متميزة في هذا المجال. ثم عُهد إلى المكتب بتطوير مشاريع مماثلة في المغرب وعلى الصعيد الدولي، مثل مشروع مازاغان في المغرب أو الريانة في أبو ظبي وأيضًا مشروع "بيتشوود هاوس" في المملكة المتحدة ، وأحيانًا بالتعاون مع شركات مثل "أركيتكتشر- ستوديو" أو إدوارد ستون وشركاه، أو أستاذ الفن بيترو سيمينيلي، ، كما قام بتنفيذ مجموعة من  المجمعات السكنية "فلل البحر" و"فلل الشامخة" في أبو ظبي بالإمارات العربية المتحدة .

## سيرته

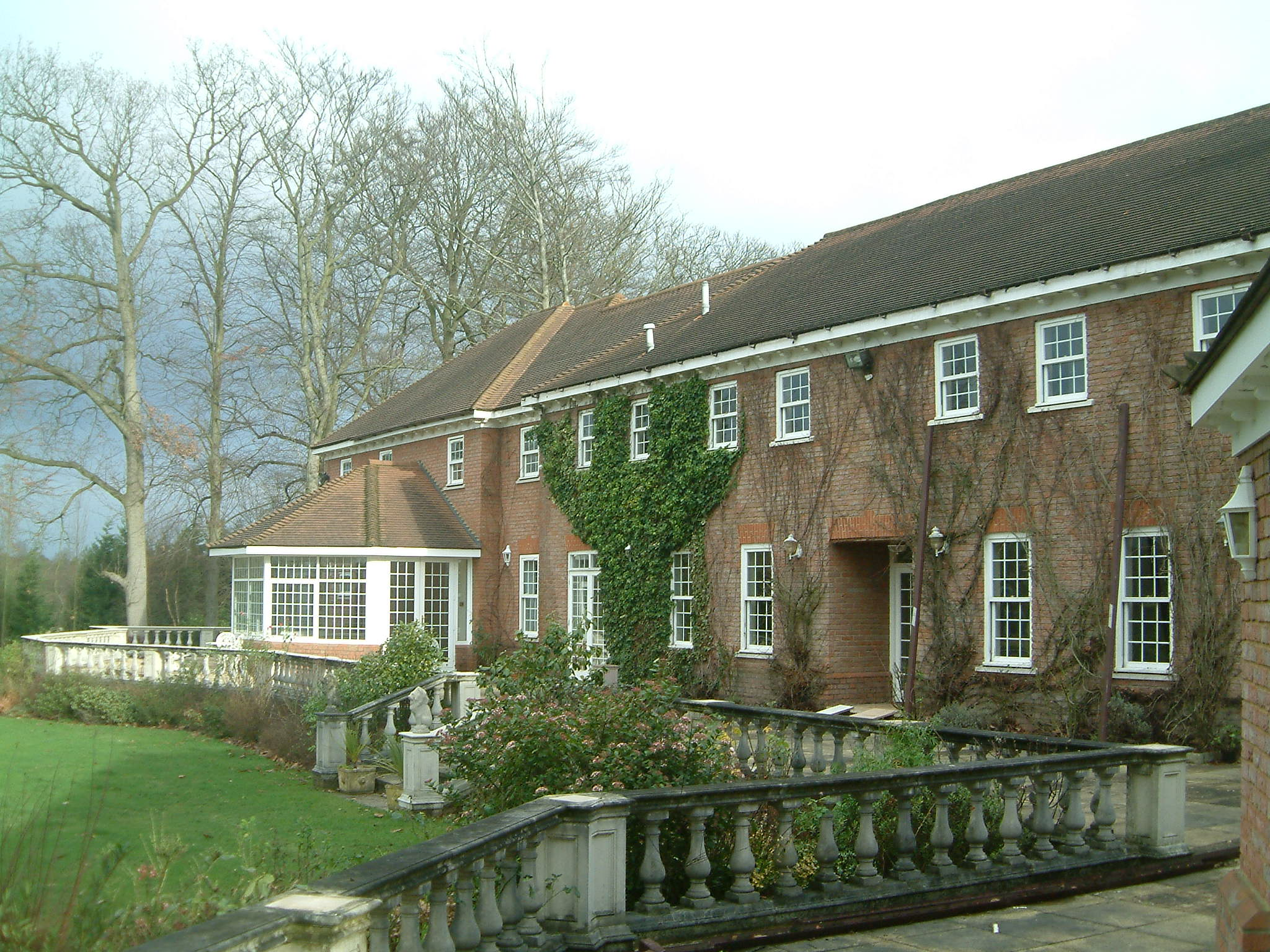
إقامة بيتشوود جمال لعميري العلوي

بعد  حصوله على شهادة البكالوريا، غادر جمال لميري العلوي مدينة الرباط لمتابعة دراسته في المدرسة الوطنية للعمارة وتنسيق المناظر الطبيعية ببوردو ، و حصل على شهادة الهندسة المعمارية سنة 1983.
ثم بعد عودته إلى المغرب، أدى خدمته المدنية في مندوبية التعمير بالرباط - سلا، حيث تولى مشروع إعادة إسكان أول حي صفيحي في سلا على مساحة 120 هكتاراً، ضمن البرنامج الذي أطلقته الدولة المغربية «مدن بدون صفيح».
وشهدت سنة  1985 افتتاح "جي إل إيه ستوديو". حيث بدأ بمشروع دراسة أول منتجع في المغرب بأكادير على أرض مساحتها 200 هكتار لصالح شركة أمريكية "بوش كومباني". وقد قُدّم هذا المشروع للملك الحسن الثاني في قصر إفران، تحت مسمى "دومين دو بالاس". وبعد ذلك هذا المشروع تم تطوير مشاريع أخرى مثل "أملكيس"، و" كابو نيغرو" و"بوزنيقة باي"، في قلب ملعب غولف من 9 حفر على شاطئ البحر، على بعد نصف ساعة من الدار البيضاء والرباط، متضمناً فللاً وشققاً فاخرة .
ثم تتابعت المشاريع التي أنجزها: باهية غولف بيتش، ومنتجع أطاليون للغولف في الناظور، والمحطة الشاطئية في الجديدة ل مازاغان ، و"كازا غرين تاون" في بوسكورة بالدار البيضاء ، و "أورانجري السويسي"، ثم أحدث مشاريع المجموعة و هو : "كارا للتطوير" .
و فاز بالجائزة الأولى لتصميم جناح المغرب خلال مسابقة للمعرض العالمي 2000 في ألمانيا وكذلك في عام 2005، خلال المعرض المتخصص 2005 في آيشي باليابان ، حيث حصل المغرب على " جائزة حكمة الطبيعة » .
في سنة  1999، أتاح له لقاؤه مع دائرة الشيخ زايد الخاصة أن يتفرّغ  لتصميم قصور وإقامات خاصة في دولة الإمارات العربية المتحدة وحول العالم.

و يدير جمال لعميري العلوي مكاتبه للتصميم المعماري في أبو ظبي "جي إل إيه إنترناشونال إنجنيرنغ" وفي الرباط "جي إل إيه ستوديو" و"جي إل إيه كرييتيف"، تحت مظلة "مجموعة جي إل إيه"، وهي شركة قابضة تضم حوالي  مئة من المتعاونين من معماريين ومهندسين ومتخصصين في مجالات مختلفة.

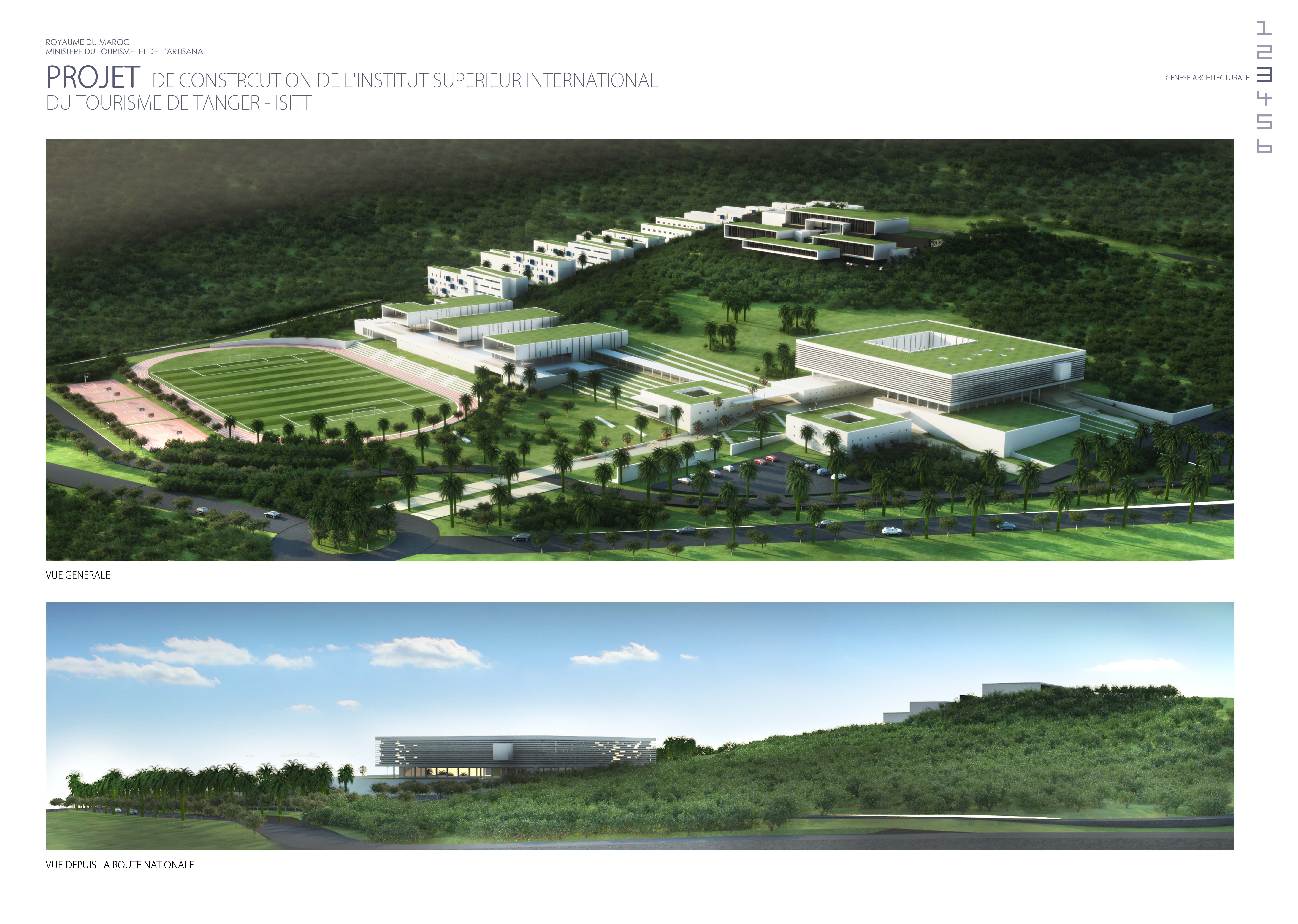
ISIT طنجة – جمال لعميري العلوي

## إنجازات

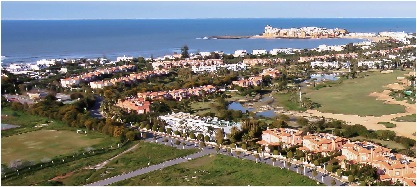
بوزنيقة باي جمال لعميري العلوي

- 1985: دومين دو بالاس، أكادير، المغرب
- 1992: إقامات كابو نيغرو، تطوان، المغرب
- 1994: مارينا أصيلة، أصيلة، المغرب
- 1996: بوزنيقة باي، بوزنيقة، المغرب
- 1996: فلل الواحة، بوزنيقة، المغرب
- 1997: المنطقة الحرة طنجة، طنجة، المغرب
- 1999: الجادة الملكية، الدار البيضاء، المغرب
- 1999: جناح المغرب، المعرض العالمي هانوفر، ألمانيا (الجائزة الأولى)
- 2002: فيلا لميري، بوزنيقة، المغرب
- 2002: قصر نواما السكني، الرباط، المغرب
- 2002: قصر إقامة الرباط، الرباط، المغرب
- 2002: قصر عين عودة، المغرب
- 2003: جناح الصيد، الرباط، المغرب
- 2003: قصر الحمراء، عكروش، المغرب
- 2003: بيتشوود هاوس، أسكوت، المملكة المتحدة
- 2004: جناح المغرب، معرض آيتشي الدولي، اليابان (الجائزة الأولى)
- 2005: قرية السلام، منتجع خاص، الرباط، المغرب
- 2005: حدائق الأطلس، مراكش، المغرب
- 2005: مدينة البحيرة، بوزنيقة باي، المغرب
- 2005: فندق سوفيتيل ثلاسا، أكادير، المغرب
- 2005: حدائق بنسليمان، بنسليمان، المغرب
- 2005: المقر الرئيسي لاتصالات المغرب، الرباط، المغرب
- 2006: حدائق أوريكا، مراكش، المغرب
- 2006: غولف أوريكا، مراكش، المغرب
- 2006: وسط مدينة فاس، فاس، المغرب
- 2006: فندق أتلانتيك بالاس، المغرب
- 2006: فلل البرشاء، المغرب
- 2006: مسجد أبوظبي، الإمارات العربية المتحدة
- 2007: قصر السد، المغرب
- 2007: منتجع مازاغان، الجديدة، المغرب
- 2007: باهية غولف بيتش، بوزنيقة، المغرب
- 2007: شواطئ الأمم، المغرب
- 2007: فندق هوليداي إن
- 2007: دومين دار السلام، الرباط، المغرب
- 2008: فيلا خليفة
- 2008: كازا غرين تاون، بوسكورة، المغرب
- 2008: الروضة، أبوظبي، الإمارات العربية المتحدة
- 2008: منتجع الشامخة، أبوظبي، الإمارات العربية المتحدة
- 2009: شرفة المحيط، بنسليمان، المغرب
- 2009: فندق سكاي إيليت
- 2010: المعهد العالي الدولي للسياحة بطنجة، المغرب (الجائزة الأولى)
- 2010: الجامعة الدولية بالدار البيضاء، المغرب
- 2010: منتجع أطاليون للغولف - مارتشيكا، الناظور، المغرب
- 2010: البحر، أبوظبي، الإمارات العربية المتحدة
- 2010: جزيرة اللؤلؤ - الجانب الخليجي والفلل الملكية، أبوظبي
- 2010: الإسكان الوطني، أبوظبي، الإمارات العربية المتحدة
- 2010: الفلل الخاصة - غافلي 1، أبوظبي، الإمارات العربية المتحدة
- 2011: الساحات الكبيرة، المنطقة 2، وادي أبي رقراق، الرباط، المغرب
- 2011: قصر هزاع - المغرب
- 2011: الملعب الكبير للدار البيضاء - المغرب (مسابقة)
- 2011: أورانجري السويسي - المغرب
- 2011: منتجع السندباد الشاطئي - الدار البيضاء، المغرب

## فهرس
- Jamal Lamiri Alaoui, Mehdi Qotbi (2012). Architectural Overview. JLA BOOK. Maroc: Mashahir Media. ص. 519. {{استشهاد بكتاب}}: تحقق من التاريخ في: |سنة= (مساعدة)